# Mon Repos (San Fernando)
Mon Repos es una localidad de Trinidad y Tobago, que forma parte de la ciudad de San Fernando.

## Geografía
La localidad abarca parte de la isla Trinidad y limita al norte con San Fernando y St. Joseph Village, al sur con Lower Hill Side y Navet Village, al este con Cocoyea Village y Pleasantville y al oeste con la localidad de San Fernando.

## Demografía
Datos demográficos de la localidad de Mon Repos:
| Gráfica de evolución demográfica de Mon Repos entre 2000 y 2011 |
|                                                                 |